# Mabel Pines
 (avril 2018).
Mabel Pines est un des personnages principaux de la série d'animation Souvenirs de Gravity Falls.
Elle est la sœur jumelle de Dipper Pines. Elle est très optimiste et possède un cochon nommé Dandinou.

## Apparence
Mabel est une fille brune de 13 ans qui fait 1 mm de plus que son frère Dipper. Elle porte dans tous les épisodes un pull et un appareil dentaire.

## Personnalité
Mabel est une fille très joyeuse, très optimiste et toujours très souriante. Elle ne déteste personne mais a eu quelques différends avec Pacifica, la fille de la famille la plus riche de la ville. Elle a aussi horreur des mensonges ce qui, dans un épisode, la pousse à donner des dents qui empêchent son grand-oncle de mentir.

## Anecdotes
- Le prénom Mabel vient du mot latin « amabilis », qui signifie « aimable »[2].
- Mabel est née cinq minutes avant Dipper et ne se prive pas de le dire pour s'en vanter[3].
- Elle porte un pull différent dans chaque épisode.